# Promiboxen
Promiboxen（プロミボクセン、ドイツ語でセレブリティ・ボクシングを意味する）は、ドイツの民間放送テレビ局が興行を主催して試合を放送する、セレブリティ・ボクシングである。

## 放送実績

### 2001年
- ヨーロッパ女子ボクシング界の第一人者レジーナ・ハルミッヒと男性人気コメディアンのシュテファン・ラープが対戦。

### 2002年
- テレビ女優で元ポルノ女優のミヒャエラ・シャフラー（ジーナ・ワイルド）とハードロックバンドの女性ボーカルのドロ・ペッシュが対戦。
- 音楽一家ケリー・ファミリーのジョーイ・ケリーと俳優のラルフ・リヒターが対戦。

### 2003年
- 元女性フィギュアスケート選手のタニヤ・シェフチェンコとダンスポップ歌手で元グラマーモデルのサマンサ・フォックスが対戦。

### 2004年
- テレビレポーターのジュリアー・ツィークラーと元ポルノ女優のケリー・トランプが対戦。

### 2007年
- ヨーロッパ女子ボクシング界の第一人者レジーナ・ハルミッヒと男性人気コメディアンのシュテファン・ラープが再び対戦。

### 2012年
- スベン・オットケとレジーナ・ハルミッヒが出場セレブリティをトレーニングした。
- タレントでヌードモデルのミカエラ·シェーファーと歌手のインディラ・ワイスが対戦。
- 元円盤投げオリンピック金メダリストのラルス・リーデルとロックバンドブラッドハウンド・ギャングのベーシストのジャレド・ハッセルホフが対戦。

### 2013年
- アクセル・シュルツが司会を務め、マイケル・バッファーがリングアナウンサーを務めた。
- 女性ヒップホップグループのメンバーのジャジーと人気リアリティ番組の出演者ジョージナ·フルールが対戦。

### 2014年
- 元ポルノ女優でテレビタレントのメラニー・ミュラーと写真モデルのヨルダン・カーヴァーが対戦。
- 音楽プロデューサーのルーカス・コーダリスとファッションモデルのマーカス・シェンケンバーグが対戦。

### テレビ放送
| 年     | テレビ局     | 放送日         | 放送時間 | 視聴者数 | 視聴者数     | 占拠率 | 占拠率       | ソース      |
| 年     | テレビ局     | 放送日         | 放送時間 | 合計     | 14歳から49歳 | 合計   | 14歳から49歳 | ソース      |
| ------ | ------------ | -------------- | -------- | -------- | ------------ | ------ | ------------ | ----------- |
| 2001年 | プロジーベン | 2001年3月22日  | 22時15分 | 737万人  | 546万人      | 38.1 % | 55.6 %       | [ 1 ]       |
| 2002年 | RTL          | 2002年10月26日 | 21時15分 | 528万人  | 320万人      | 19.9 % | 27.3 %       | [ 1 ]       |
| 2003年 | RTL          | 2003年5月17日  | 21時15分 | 533万人  | 301万人      | 22.3 % | 28.8 %       | [ 2 ]       |
| 2004年 | RTL          | 2004年5月1日   | 21時15分 | 356万人  | TBA          | 14.8 % | 18.6 %       | [ 3 ] [ 4 ] |
| 2007年 | プロジーベン | 2007年3月30日  | 22時37分 | 774万人  | 432万人      | 34.9 % | 43.5 %       | [ 5 ]       |
| 2012年 | プロジーベン | 2012年3月31日  | 20時15分 | 272万人  | 192万人      | 10.1 % | 18.4 %       | [ 6 ]       |
| 2013年 | Sat.1        | 2013年3月8日   | 20時15分 | 242万人  | 141万人      | 9.1 %  | 14.7 %       | [ 7 ]       |
| 2014年 | ProSieben    | 2014年9月27日  | 20時15分 | 154万人  | 99万人       | 6.0 %  | 10.5 %       |             |
| 2020年 | Sat.1        | 2020年9月18日  | 20時15分 | 107万人  | 51万人       | 5.0 %  | 8.2 %        |             |
| 2020年 | Sat.1        | 2020年9月25日  | 20時15分 | 146万人  | 69万人       | 6.2 %  | 10.8 %       |             |